# Kẻ cướp trái tim
Kẻ cướp trái tim (tiếng Hàn: 불한당; Romaja: Bulhandang) là một bộ phim truyền hình Hàn Quốc 2008 với sự tham gia của diễn viên Jang Hyuk và Lee Da-hae. Phim chiếu trên SBS từ 2 tháng 1 đến 28 tháng 2 năm 2008 vào mỗi thứ 4&5 lúc 21:55 gồm 16 tập.

## Phân vai
- Jang Hyuk vai Kwon Oh-joon[2]
- Lee Da-hae vai Jin Dal-rae
- Kim Jung-tae vai Kim Jin-goo
- Kim Hae-sook vai Lee Soon-seom
- Hong Kyung-in vai Kim Man-doo, bạn của Oh-joon
- Son Byung-ho vai Kim Ho-jin, gangster boss
- Yoon Yoo-sun vai Kwon Oh-sook
- Kim Hwan-hee vai Jang Yoo-jin (biệt danh "Soon-dae")
- Kang Ki-hwa vai Kim Yeon-ah
- Choi Eun-sook
- Kim In-ae vai Chủ tịch Kim, ba của Jin-goo
- Ma Dong-seok vai Jong-goo